# Мелакортиновий рецептор 1
Мелакортиновий рецептор 1 (англ. Melanocortin 1 receptor) – білок, який кодується геном MC1R, розташованим у людей на короткому плечі 16-ї хромосоми.  Довжина поліпептидного ланцюга білка становить 317 амінокислот, а молекулярна маса — 34 706.
| 10         |  | 20         |  | 30         |  | 40         |  | 50         |
| ---------- |  | ---------- |  | ---------- |  | ---------- |  | ---------- |
| MAVQGSQRRL |  | LGSLNSTPTA |  | IPQLGLAANQ |  | TGARCLEVSI |  | SDGLFLSLGL |
| VSLVENALVV |  | ATIAKNRNLH |  | SPMYCFICCL |  | ALSDLLVSGS |  | NVLETAVILL |
| LEAGALVARA |  | AVLQQLDNVI |  | DVITCSSMLS |  | SLCFLGAIAV |  | DRYISIFYAL |
| RYHSIVTLPR |  | ARRAVAAIWV |  | ASVVFSTLFI |  | AYYDHVAVLL |  | CLVVFFLAML |
| VLMAVLYVHM |  | LARACQHAQG |  | IARLHKRQRP |  | VHQGFGLKGA |  | VTLTILLGIF |
| FLCWGPFFLH |  | LTLIVLCPEH |  | PTCGCIFKNF |  | NLFLALIICN |  | AIIDPLIYAF |
| HSQELRRTLK |  | EVLTCSW    |  |            |  |            |  |            |

A: Аланін

C: Цистеїн

D: Аспарагінова кислота

E: Глутамінова кислота

F: Фенілаланін

G: Гліцин

H: Гістидин

I: Ізолейцин

K: Лізин

L: Лейцин

M: Метіонін

N: Аспарагін

P: Пролін

Q: Глутамін

R: Аргінін

S: Серин

T: Треонін

V: Валін

W: Триптофан

Цей білок за функціями належить до рецепторів, G-білокспряжених рецепторів, білків внутрішньоклітинного сигналінгу. 
Локалізований у клітинній мембрані, мембрані.